# João de Santarém

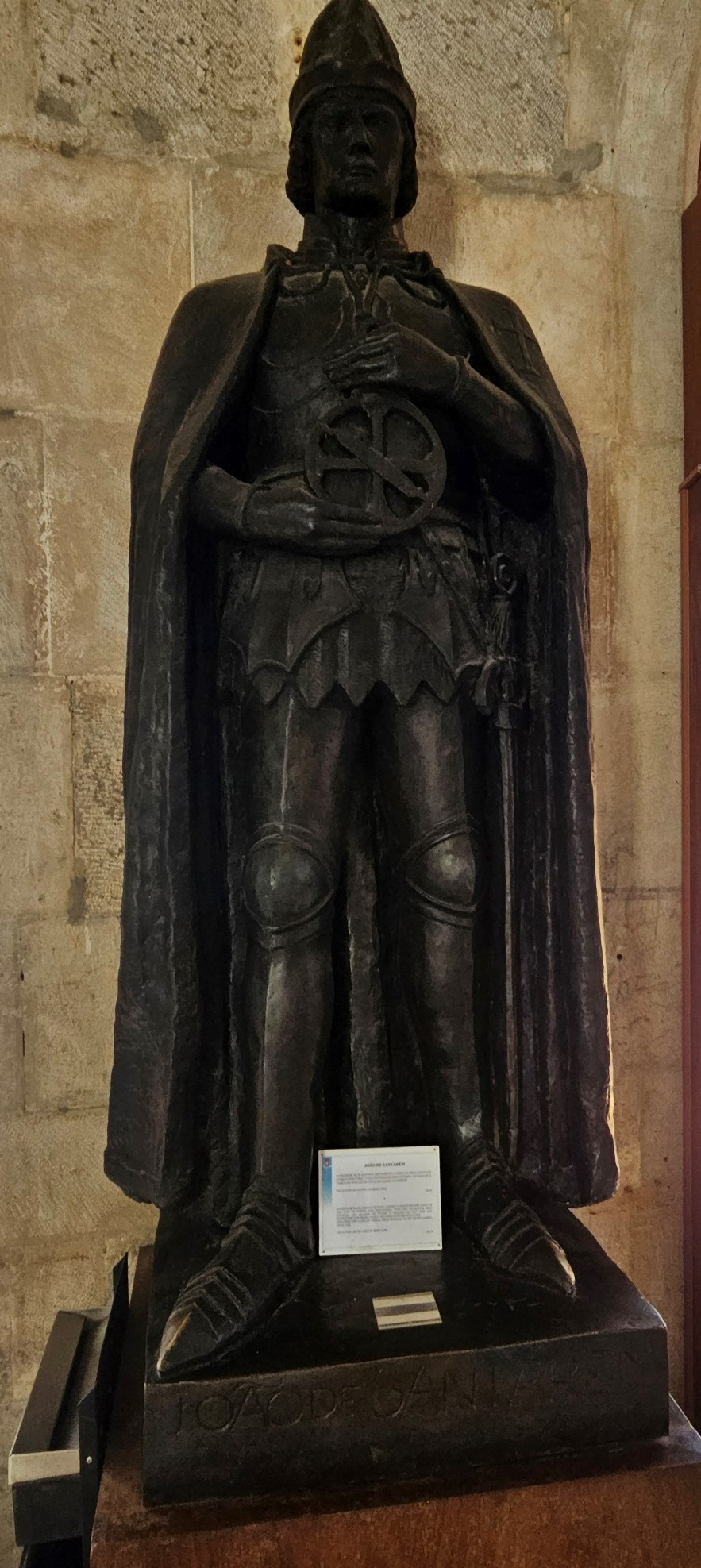
Estatua de João de Santarém en el Museo de la Marina de Lisboa.

João de Santarém  fue un navegante y descubridor portugués del siglo XV. Junto con Pedro Escobar descubrió las islas de Santo Tomé y Príncipe, en el golfo de Guinea (costa oeste de África). En diciembre de 1471 llegaron a Santo Tomé y en 1472 a Príncipe.
Desde 1484 fue capitán de las Islas Alcatraces (Santiago o Brava) en Cabo Verde.